# FITS
Flexible Image Transport System (FITS) はオープン標準なファイル形式である。FITSは画像データを保存・送信・処理するために使われる。FITSは天文学の分野で最も使われている。多くの画像形式とは異なり、FITSは科学データのために特別に設計されているため、測光や空間キャリブレーション情報を記述するための多くの規定を含んでいる。
FITS形式は1981年に初めて標準化されて以来進化し続けており、最新のバージョン3.0は2008年にリリースされた。FITSは長期的な情報貯蓄の目的で設計されており、once FITS, always FITSという言葉がFITSの発展には後方互換性がなければならないという仕様を表している。
FITS形式は、画像のメタデータが人間でも読めるようにASCIIでヘッダーに記述されている。そのため、興味を持ったユーザーはヘッダーを調べることでそのファイルの出処を調べることができる。ヘッダー内の情報は、データセルへ直接アクセスできるように、後続のデータユニット内の情報のバイトオフセットを計算するよう、設計されている。各FITSファイルは1つ以上のヘッダーで構成されている。このヘッダーはASCIIカードイメージ（80文字固定長文字列）を含み、交互配置されたデータブロック間のキーワードと値のペアを保持している。キーワードと値のペアは、サイズ・原点・座標・バイナリデータ形式・自由形式のコメント・データ履歴などの情報を提供する。FITSでは多くの予約語がある一方、名前空間の残りの部分を任意に使用することができる。
FITSはまた、スペクトル・光子リスト・データキューブのような画像以外のデータも保存する。FITSファイルは、いくつかの拡張機能を持つことができ、これらの拡張機能はデータオブジェクトを含んでいてもよい。例えば、同じファイル内にX線や赤外線の露出量を格納することができる。

## 画像
FITSデータで一番用いられるタイプは画像ヘッダーとデータブロックである。ここでの"画像"は通常よりも広い意味で使われている。FITS形式が任意の次元のデータ配列をサポートしているように、画像データ（例えば、時間を表す第三の寸法を持つ）は通常二次元か三次元である。データ自体は、整数と浮動小数点数のどちらでもよい。
FITSの画像ヘッダーには、座標系の情報を1つ以上含めることができる。画像には、画像の各画素の位置を描写する暗黙的な直交座標系が含まれているが、科学的用途には通常、天球座標系のような世界的な座標系が必要である。FITSが元の形式から一般化してきたように、世界座標系 (WCS) の使用はますます高度化している。初期のFITS画像では、画素の大きさを表すための単純なスケール係数が認められていた。しかし、最近のバージョンでは多重の非線形座標系を認めている。WCS規格は多くの投影法を含む。例えば、HEALPix投影法は宇宙マイクロ波背景放射の観察でよく使用される。

## 表
FITSは多次元の行と列を持つ表形式のデータをサポートしており、バイナリとASCIIの表形式が規定されている。表の各列のデータは、他の列のデータと異なる形式にすることができる。

## FITSの利用
FITSは科学的目的のために使用されている様々なプログラミング言語で提供されている。代表的な言語を挙げると、C言語, C++, C#, Fortran, IGOR Pro, IDL, Java, LabVIEW, Mathematica, MATLAB, Perl, PDL, Python, R, Tclなどがある。NASA/GSFCにあるFITSサポートオフィスではFITSをサポートしているライブラリやプラットフォームのリストを管理している。

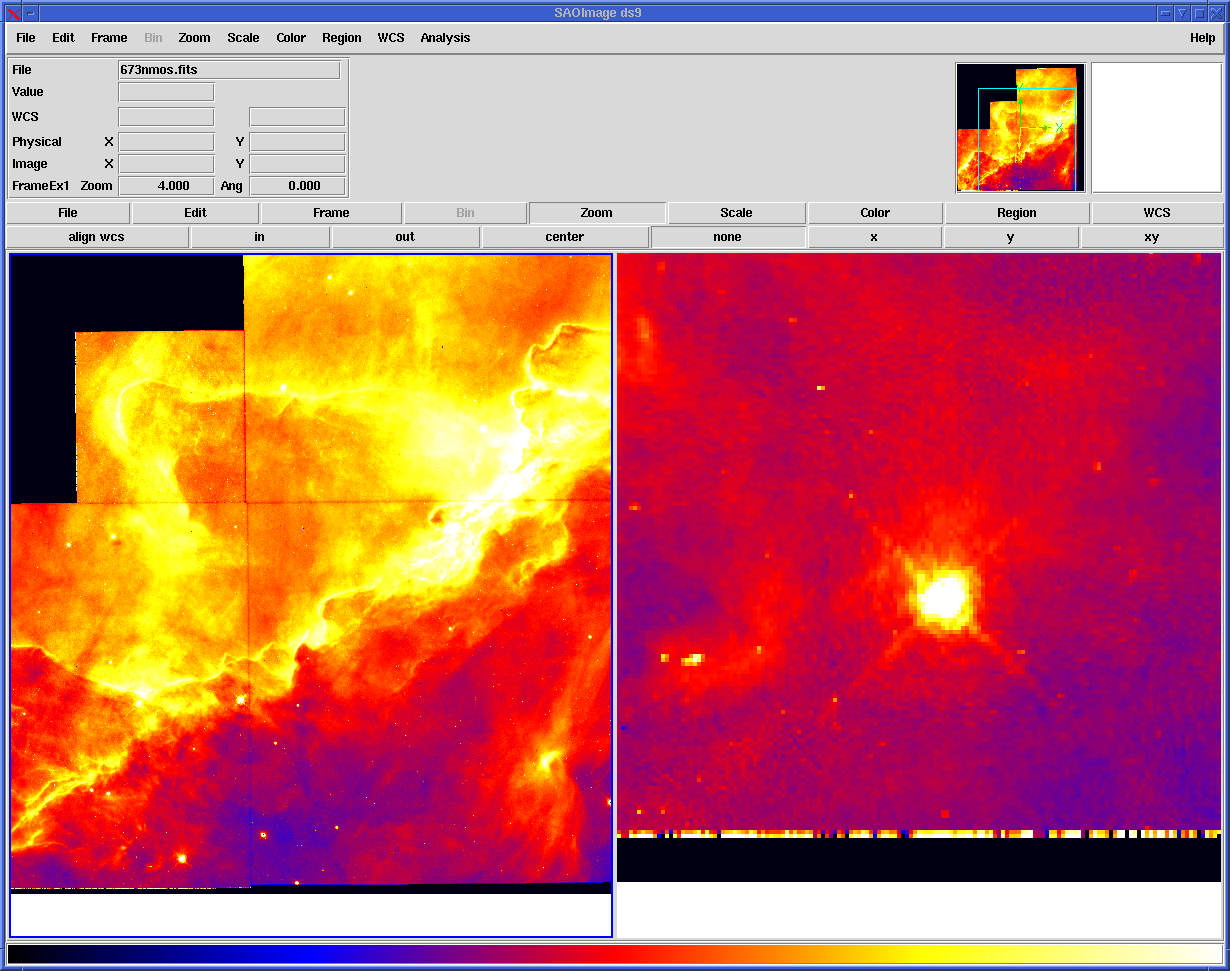
SAOImage DS9 in FVWM2

ImageJ, GIMP, Photoshop, XnView, IrfanViewのような画像処理ソフトは単純なFITS形式のファイルを読み込むことができる。しかし、複雑な表やデータベースを解釈できないことがしばしばある。科学的なチームは、彼らの使う言語で利用可能なツールを用いて、FITSデータの情報を扱うために独自のコードを記述する。FITS Liberatorというソフトウェアは欧州宇宙機関・ヨーロッパ南天天文台・NASAの科学者達にも使われている。SAOImage DS9 Astronomical Data Visualization Applicationは多くのOSで動作し、FITSの画像とヘッダーを扱うことができる。
多くの科学計算環境では、表示・比較・修正などをするために、FITSヘッダーの中の座標データを利用する。例として、PDLライブラリ・PLOT MAPライブラリ・Starlink Project ASTライブラリ・PyFITSライブラリ（現在はastropyに統合されている）などには座標変換ライブラリが含まれている。

## 現在の状態
FITSのバージョン3.0はIAU FITS Working Groupによって2008年7月に公式に承認された。

### リリース履歴
|        | 意味                                   |
| ------ | -------------------------------------- |
| Red    | 過去の標準形式（サポートされていない） |
| Yellow | 過去の標準形式（サポートされている）   |
| Green  | 現在の標準形式                         |
| Blue   | 将来の標準形式                         |

| FITSのバージョン | リリース日 | 備考                                               |
| ---------------- | ---------- | -------------------------------------------------- |
| 3.0              | 2008年7月  | -                                                  |
| 2.1b             | 2005年12月 | 64ビット整数と画像の拡張子のサポートが追加された。 |
| NOST 100-2.0     | 1999年3月  | -                                                  |
| NOST 100-1.0     | 1993年6月  | -                                                  |